# 拟白及亚族
拟白及亚族（学名：Bletiinae）是树兰亚科树兰族中的一个小型兰科亚族。
该亚族最初由约翰·林德利于1840年分类。拟白及亚族曾被认为是龙嘴兰族的一个亚族。然而，它的大部分属在2005年被移除，而该亚族移至树兰族。